# Wechselbürgschaft
Die Wechselbürgschaft (auch Wechselaval) ist die Übernahme der wechselrechtlichen Haftung durch den Wechselbürgen für die Zahlung der Wechselsumme aus einem Wechsel, die zu einer Mithaftung des Wechselbürgen für einen anderen Wechselverpflichteten (Bezogener, Aussteller oder Indossant) führt.

## Rechtsfragen
Die Wechselbürgschaft („Wechselaval“) ist in den Art. 30 ff. des Wechselgesetzes (WG) vom 21. Juli 1933 (RGBl. I, S. 399) geregelt. Danach muss die Bürgschaft auf dem Wechsel oder dessen Anhang in Schriftform durch eigenhändige Unterschrift angebracht werden (Art. 31 WG). Üblicherweise erfolgt dies durch Hinzusetzen der Worte „als Bürge“, „per Aval“ oder einer gleichbedeutenden Formulierung. Nicht erforderlich ist, dass die Wechselbürgschaft aussagt, für wen sie übernommen wird (Art. 31 Abs. 4 WG). Die bloße Unterschrift ohne Zusatz auf der Vorderseite des Wechsels gilt dann unwiderlegbar als Bürgschaft für den Aussteller (Art. 31 Abs. 3 WG). Die bloße Unterschrift auf der Rückseite des Wechsels gilt hingegen als Blankoindossament (Art. 13 Abs. 2 WG). Die Entstehung der Avalhaftung setzt einen schuldrechtlichen Begebungsvertrag voraus. Ein Wechselbürge haftet in gleicher Weise wie derjenige, für den er sie übernommen hat. Wird der Wechselbürge in Anspruch genommen, so erwirbt er die Ansprüche aus dem Wechsel kraft Gesetzes (Legalzession; Art. 32 WG).
Zwischen der Wechselbürgschaft und der Bürgschaft des BGB bestehen außer der Bezeichnung und dem Sicherungszweck keine weiteren Gemeinsamkeiten. Sie ist ein wechselrechtlicher Haftungsbeitritt eigener Art. Anders als der Bürge einer Bürgschaft haftet der Wechselbürge gesamtschuldnerisch neben den übrigen Wechselverpflichteten, wobei seine Haftung selbständig neben die Hauptverbindlichkeit tritt und von deren Bestand inhaltlich unabhängig ist (Art. 47 WG). Zudem haftet der Wechselbürge, ohne dass ihm die Einrede der Vorausklage oder sonstige materielle Einreden des Hauptschuldners zustehen. Die Wechselbürgschaft ist – im Gegensatz zur Bürgschaft – nur formell akzessorisch, da der Wechselbürge nur dann nicht haftet, wenn die Hauptschuld wegen eines Formfehlers nichtig ist (Art. 32 Abs. 2 WG).

## Wirtschaftliche Bedeutung
Die Wechselbürgschaft ist in Deutschland selten, beweist sie doch, dass der aus ihr begünstigte Wechselbeteiligte (der Avalat) keine einwandfreie Bonität besitzt. Sie findet heute fast ausschließlich nur noch in Form des so genannten Bankavals im Handelsverkehr Anwendung. Dabei übernimmt ein Kreditinstitut die Bürgschaft für einen Wechselschuldner gegen eine Gebühr (die Avalprovision). Die Bürgschaft einer Bank dient der Bonitätsverbesserung eines Wechsels und ist eine Kreditleihe. Diese Wechselbürgschaft gehört nach § 1 Abs. 1 Satz 2 Nr. 8 Kreditwesengesetz zu den Bankgeschäften. Für die Bank handelt es sich dabei um eine so genannte Eventualverbindlichkeit, da eine Zahlungsverpflichtung (Verbindlichkeit) erst im Falle der Inanspruchnahme der bürgenden Bank entsteht. Die Wechselbürgschaft kommt heute im Bankwesen lediglich noch im Rahmen der Außenhandelsfinanzierung vor (siehe Akzeptierungsakkreditiv, Dokumente gegen Akzeptierung eines Wechsels).

## International
In Österreich ist die in Art. 32 Wechselgesetz (Österreich) geregelte Wechselbürgschaft im Unterschied zur Bürgschaft bürgerlichen Rechtes nicht akzessorisch. Dies bedeutet nicht, dass die Haftung des Wechselbürgen vom Bestehen einer Hauptschuld gänzlich unabhängig ist, sondern nur, dass die Verpflichtungserklärung des Wechselbürgen auch dann gültig ist, wenn die Verbindlichkeit, für die sich der Wechselbürge verbürgt hat, aus einem anderen Grund als wegen eines Formfehlers nichtig ist. Sie kommt insbesondere dann häufiger vor, wenn mittelständische Exporteure einen Exportkredit benötigen. Dann haftet im Rahmen der Wechselbürgschaft die Republik Österreich für einen Bankkredit der Hausbank an den Exporteur. Die Hausbank wiederum kann sich bei der Oesterreichischen Kontrollbank auf Basis der Wechselbürgschaft günstig refinanzieren.
In der Schweiz ist die Wechselbürgschaft in Art. 1020 ff. OR geregelt, wobei die Angabe, für wen die Wechselbürgschaft geleistet wird, keine ausdrückliche zu sein braucht. Die Vorschriften des OR sind deckungsgleich mit den Art. 30–32 des deutschen Wechselgesetzes.